# Trichomyia sattelmairi
Trichomyia sattelmairi är en tvåvingeart som beskrevs av Wagner och Masteller 1996. Trichomyia sattelmairi ingår i släktet Trichomyia och familjen fjärilsmyggor.
Artens utbredningsområde är Puerto Rico. Inga underarter finns listade i Catalogue of Life.